# Municipio de Sitio de Xitlapehua
El municipio de Sitio de Xitlapehua es uno de los 570 municipios del estado mexicano de Oaxaca. Su cabecera es la localidad de Sitio de Xitlapehua.

## Geografía
El municipio de Sitio de Xitlapehua colinda al este con el municipio de San Luis Amatlán; y al norte, oeste y sur con el municipio de Miahuatlán de Porfirio Díaz.

## Localidades
El municipio de Sitio de Xitlapehua cuenta con cinco localidades.
| Localidad           | Población (2020) |
| ------------------- | ---------------- |
| Sitio de Xitlapehua | 536              |
| Saúz                | 126              |
| La Guadalupe        | 36               |
| El Higo             | 8                |
| Rancho José Sánchez | 7                |

## Gobierno
El municipio de Sitio de Xitlapehua se rige mediante el sistema de usos y costumbres.
| Presidente municipal            | Localidad |
| ------------------------------- | --------- |
| Javier Ramírez Jarquín          | 1999-2001 |
| José Lagunas Cortés             | 2002-2004 |
| Antonio Pacheco Jiménez         | 2005-2007 |
| Cristino Bustamante Jiménez     | 2008-2010 |
| Oriol Díaz Santiago             | 2011-2013 |
| Martiniano Díaz Díaz            | 2013-2016 |
| Óscar López Jarquín             | 2017-2019 |
| José Yolando Jarquín Bustamante | 2020-2022 |
| Míriam Lagunas Alonso           | 2023-2025 |